# Districtul El Hamadia
El Hamadia este un district din provincia Bordj Bou Arreridj, Algeria.